# Villevêque
Villevêque ist eine Ortschaft und eine Commune déléguée in der französischen Gemeinde Rives-du-Loir-en-Anjou mit 3028 Einwohnern (Stand: 1. Januar 2022) im Département Maine-et-Loire in der Region Pays de la Loire. Die Einwohner werden Villevêquois(es) genannt.

## Geografie
Villevêque liegt etwa 15 Kilometer nordwestlich von Angers im Weinbaugebiet Anjou am Fluss Loir. Umgeben wurde die Gemeinde Villevêque von den Nachbargemeinden Soucelles im Norden, Corzé im Osten, Sarrigné und Loire-Authion im Südosten, Le Plessis-Grammoire und Verrières-en-Anjou im Süden, Écouflant im Südwesten sowie Briollay im Westen.

## Geschichte
Villevêque (abgeleitet vom französischen ville d’évêque, lat. Villa episcopi, so der Name des Ortes 1259, bedeutet: Haus des Bischofs) war die Residenz der Bischöfe von Angers.
Die Gemeinde Villevêque wurde am 1. Januar 2019 mit Soucelles zur Commune nouvelle Rives-du-Loir-en-Anjou zusammengeschlossen. Sie hat seither den Status einer Commune déléguée. Die Gemeinde Villevêque  gehörte zum Arrondissement Angers und war Teil des Kantons Angers-6.

### Bevölkerungsentwicklung
| 1962  | 1968  | 1975  | 1982  | 1990  | 1999  | 2006  | 2011  |
| ----- | ----- | ----- | ----- | ----- | ----- | ----- | ----- |
| 1.330 | 1.317 | 1.701 | 2.207 | 2.432 | 2.607 | 2.722 | 2.845 |

## Sehenswürdigkeiten

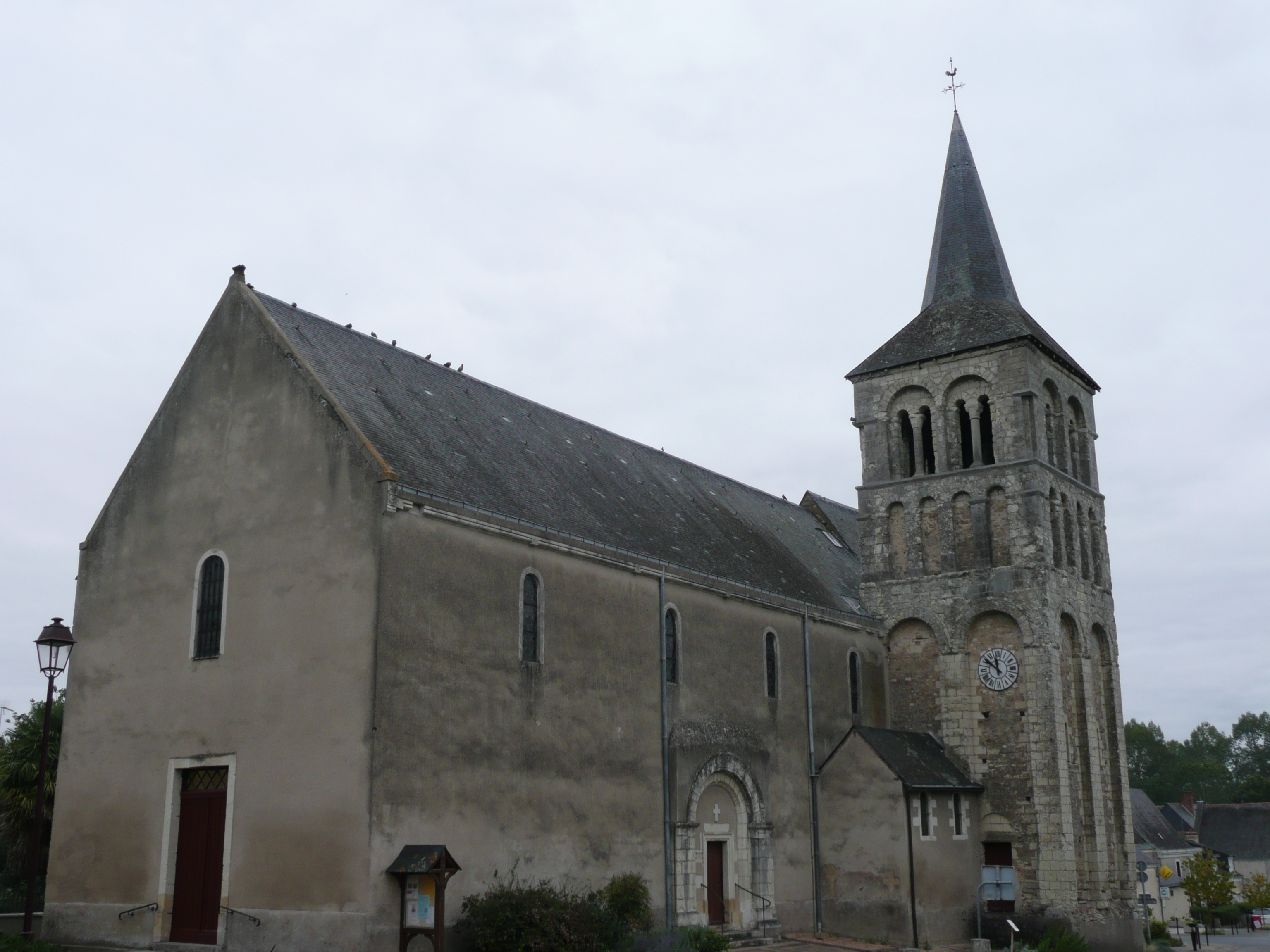
Kirche Saint-Pierre-Saint-Paul

- Kirche Saint-Pierre-Saint-Paul, im 11. Jahrhundert erbaut, seit 1972 Monument historique
- Schloss Villevêque, im 12. Jahrhundert erbaut, heute Museum mit öffentlichem Schlosspark
- Mühlen von Villevêque

Siehe auch: Liste der Monuments historiques in Rives-du-Loir-en-Anjou

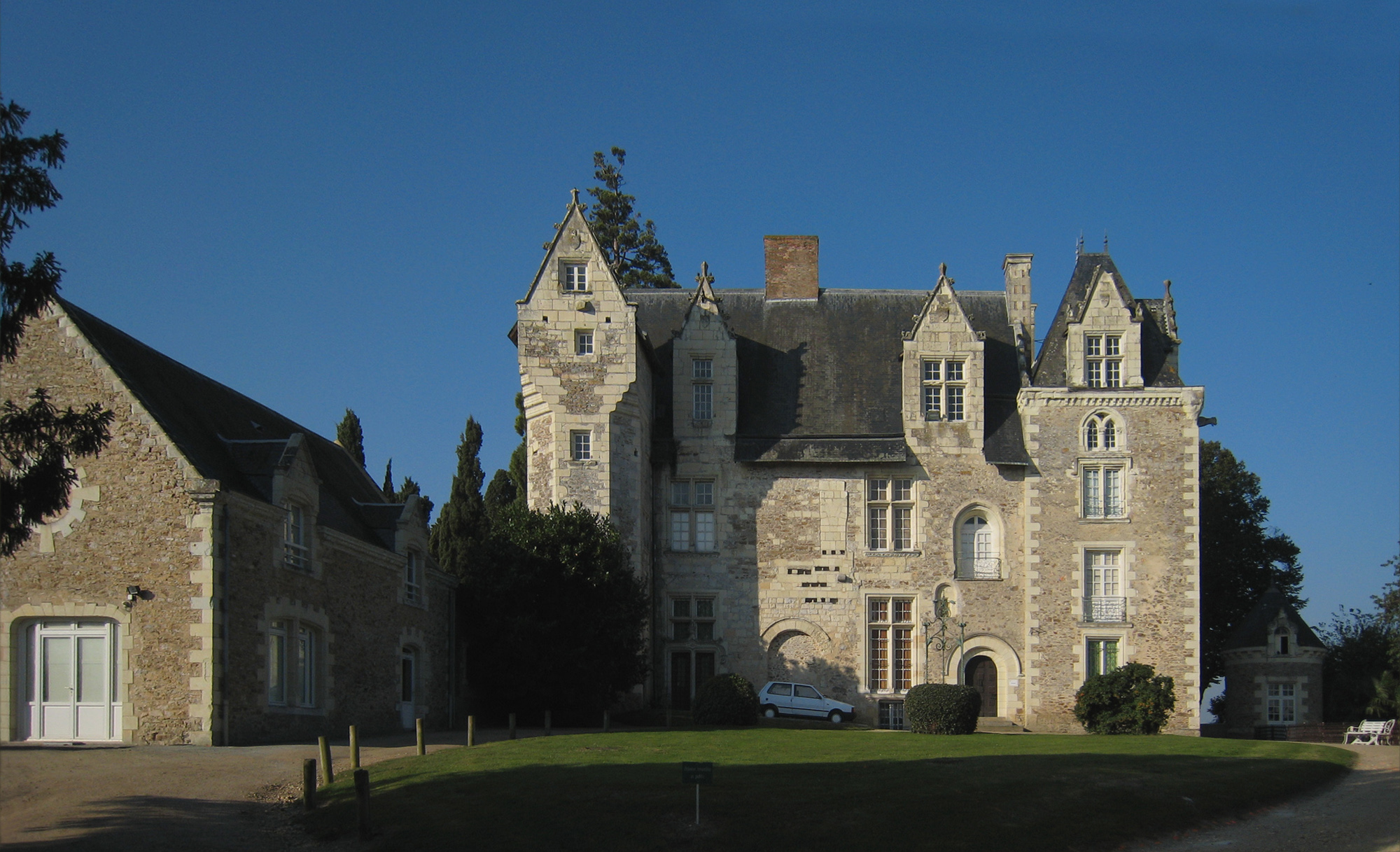
Schloss Villevêque